# Sturmzeit
Sturmzeit ist ein fünfteiliger Fernsehfilm des ZDF aus dem Jahr 1999. Das Drehbuch schrieben Bernd Böhlich und Wolfgang Kirchner nach der Romantrilogie Sturmzeit von Charlotte Link. Regie führte Bernd Böhlich. Die Erstausstrahlung erfolgte im Dezember 1999 im ZDF.

## Handlung
In der Familiensaga Sturmzeit wird die Geschichte der aus Ostpreußen stammenden Felicia Domberg als großes Frauenschicksal des 20. Jahrhunderts erzählt. Dabei geht es nur vordergründig um die Entwicklung der Frau im 20. Jahrhundert, es ist vielmehr ein Spiegelbild Deutschlands im 20. Jahrhundert vom Ersten Weltkrieg bis zur Wiedervereinigung. Im Film spielt ein von Felicia Domberg in der Ostsee gefundener Bernstein eine Rolle, der die Verbindung zu Maxim Marakov aufrechterhält, einem Jungen, der ebenfalls in Ostpreußen aufwächst.
Felicia Domberg ist Tochter einer sehr wohlhabenden Familie in Ostpreußen. Sie interessiert sich nur für sich selbst und ihre unmittelbare Umwelt, am wenigsten jedoch für Politik. Doch ist es die Politik, die immer wieder ihre Wege anders verlaufen lässt als geplant. Das beginnt bei ihrer großen Liebe zu Maxim Marakov, einem Jungen aus der Nachbarschaft. Im Gegensatz zu Felicia ist er politisch sehr interessiert und offen für die kommunistischen Ideen. Mit Ausbruch des Ersten Weltkrieges werden die beiden voneinander getrennt, Felicia bleibt alleine zurück, während Maxim nach Berlin, dann nach Russland geht. Doch auch die unpolitische Felicia zeigt einen sehr starken Willen – so ist sie es, die ankommende russische Soldaten daran hindert, die oberen Etagen des Hauses zu betreten, in denen ihr Großvater gerade im Sterben liegt. Die Wirren des Krieges bringen Felicia schließlich nach Russland.
Später trifft Felicia in Russland Maxim wieder, der sich an der russischen Revolution beteiligt. Beide beginnen eine leidenschaftliche Affäre miteinander und schlafen mehrfach zusammen, obwohl Felicia vorher den Münchener Industriellen Alex Lombard geheiratet hat. Eines Tages ist jedoch Maxim wortlos verschwunden, um die UdSSR mitzubegründen. Felicia bleibt erneut alleine zurück, diesmal jedoch schwanger von Maxim. Sie kehrt nach München in die Fabrik zurück, die ihrem Mann gehört. Die Ehe ist jedoch mit Felicias Schwangerschaft durch einen anderen Mann gescheitert. Auch ist Alex Lombard im Krieg gewesen und dem Alkohol verfallen – das Kommando hat mittlerweile der Prokurist Wolf an sich gezogen. Felicia heiratet in Ostpreußen erneut, doch auch die zweite Ehe scheitert, nicht zuletzt am Schatten des für Felicia unerreichbaren Maxim Marakov.
Wolf beginnt inzwischen ein subtiles Spiel, um die Fabrik komplett für sich zu gewinnen. Felicia muss dem notgedrungen zustimmen. Dafür erhält sie Geld, um das ostpreußische Gut Lulinn aus ihrer Kindheit vor dem finanziellen Ruin retten zu können. Felicia bleibt weiterhin Gesellschafterin des Unternehmens, jedoch unter Wolf.
Mit der Machtergreifung durch Hitler ändert die Politik erneut Felicias Leben: Wolf ist nämlich Jude und sieht sich schnell den nationalsozialistischen Anfeindungen ausgesetzt. Felicia, die Wolf nicht leiden kann, ihn aber auch den nationalsozialistischen Tätern nicht ausliefern will, versteckt ihn und schützt ihn so vor dem sicheren Tod. Sie selbst führt die Firma in München alleine weiter. Wieder kommt es in der Zeit des Nationalsozialismus zu einem Treffen mit Maxim, der Felica aufsucht und um Hilfe bittet. Maxim, der die kommunistischen Ideale durch die UdSSR verraten sah, kehrte nach Deutschland zurück und ist als überzeugter Kommunist nun einerseits Verfolgter, andererseits hilft er Genossen vor dem Zugriff der Gestapo. Doch auch dieses Aufeinandertreffen ist nur von kurzer Dauer.
Nach dem Zusammenbruch des Dritten Reiches entschließt sich der schwer gezeichnete und psychisch ausgelaugte Wolf, nach Israel zu gehen. In der jungen Bundesrepublik muss Felicia wieder alleine auf weiter Flur ihre Frau stehen. Es trifft sie hart, dass sie nun nie mehr nach Ostpreußen kann, nach Lulinn, dort wo sie ihre Kindheit und die schönste sorgenfreie Zeit ihres Lebens verbrachte.
Als die DDR zusammenbricht und beide Teile wiedervereint sind, keimt kurz Hoffnung bei Felicia auf, noch einmal nach Lulinn zu fahren. Doch Felicia ist mittlerweile eine alte Frau. In Berlin trifft sie erneut Maxim Marakov, der in der DDR lebte. Mit dem Alter ist auch Maxim kein Mann mehr, der radikale politische Ideen sucht, so dass am Ende ihres Lebens beide doch noch zueinander finden.

## Hintergrund
Teile dieses Films wurden in einem der Maschinenräume des Tuchmacher-Museums Bramsche gedreht.
In den Räumlichkeiten des Museums Wäschefabrik in Bielefeld wurden 1998 einige Szenen in einem Nähsaal der 1920er Jahre aufgenommen.

## Filmmusik
Die Filmmusik komponierte Tamás Kahane.
Patricia Kaas sang im Duett mit dem schweizerischen Tenor Erkan Aki das Titellied des Films Unter der Haut.

## Sonstige Veröffentlichungen
Der Film ist am 13. September 2004 auf drei DVDs erschienen. Hersteller: Universum Film. EAN: 0828766143393.